# Peter Øxenberg
Peter Øxenberg Hansen (* 23. Oktober 2005 in Nørreby (Nordfyns Kommune)) ist ein dänischer Radrennfahrer, der auf der Straße aktiv ist.

## Sportlicher Werdegang
Als Junior machte Øxenberg vorrangig auf nationaler Ebene auf sich aufmerksam, wo er verschiedene Rennen gewann und weitere Spitzenplatzierungen einfuhr. Auf internationaler Ebene entschied er die kleine Rundfahrt Acht van Bladel für sich. Mit dem Wechsel in die U23 wurde er 2024 Mitglied im dänischen UCI Continental Team ColoQuick. Bestes Saisonergebnis für sein Team war der zweite Platz beim U23-Rennen von Eschborn–Frankfurt. Mit der Nationalmannschaft gewann er die vierte Etappe beim Orlen Nations Grand Prix im Rahmen des UCI Nations’ Cup U23. Medial trat Øxenberg im März 2024 in Erscheinung, als er im Training beim Anstieg auf den Coll de Rates auf Strava eine neue Bestzeit erzielte und damit unter anderem die Zeiten von Juan Ayuso und Jonas Vingegaard unterbot.
Bereits im Juni 2024 wurde bekannt, dass Øxenberg zur Saison 2025 einen Profivertrag beim UCI WorldTeam Ineos Grenadiers erhält. Im ersten Jahr fährt er jedoch noch im Team Lotto Kern-Haus PSD Bank, dem neuen Development Team von Ineos Grenadiers.

## Erfolge
2023
- Gesamtwertung Acht van Bladel

2024
- eine Etappe Orlen Nations Grand Prix